# ラッセル・バティストJr.
ラッセル・バティストJr.（Russell Batiste, Jr.、1965年12月12日 - 2023年9月30日）は、ニューオーリンズを拠点に活動したドラマーである。

## 略歴
ミュージシャンの一家に生まれたバティストは、4歳のときにドラムスを始めた。彼はまたキーボード、サックス、ギター、ベースなども覚え、7歳のときには家族のバンドでプレイするようになっていた。
バティストは、大学を2年で中退し、シャーメイン・ネヴィルのバンドに参加した。1989年には、再結成版ザ・ミーターズである、ザ・ファンキー・ミーターズに加入、2015年頃までメンバーとして活動を続けた。また、このバンドから派生したユニット、ポーター・バティスト・ストルツ (PBS)でも活動した。（ジョージ・ポーターJr. (b.)、ブライアン・ストルツ (gt.)）
ソロ・アーティストとしては、自身のバンドオーケストラ・ダ・フッドを率いて活動し、2枚のアルバムを発表している。
彼はまたオルガン・プレイヤーのジョー・クラウンとギタリストのウォルター"ウルフマン"ワシントンとのトリオとしても活動をしていた。このユニット名義で2008年、ライブCDLive at the Maple Leafを始め3枚のアルバムをリリースしている。
バティストの共演したミュージシャンとバンドには、パパ・グロウズ・ファンク、ハリー・コニック・Jr、チャンピオン・ジャック・デュプリー、ロビー・ロバートソン、メイシオ・パーカー等がいる。
2023年9月30日、ルイジアナ州ラプラスの自宅にて就寝中に心臓発作で死去した。57歳没。

## ディスコグラフィー

### ソロ作
- 2000年 Orkestra from 'Da Hood (Russell Batiste Jr.)
- 2003年 The Clinic (Russell Batiste Jr.)

### ファンキー・ミーターズ
- 2003年 Fiyo at the Fillmore, Vol. 1 (Fuel 2000)

### ポーター・バティスト・ストルツ
- 2005年 Expanding The Funkin' Universe (Ouw)
- 2008年 Moodoo (High Steppin' Productions)

### クラウン・ワシントン・バティスト
- 2008年 Live at the Maple Leaf (Independent)
- 2010年 Triple Threat (Independent)
- 2013年 Soul Understanding (Independent)